# Rockingham Motor Speedway
Rockingham Motor Speedway is een voormalig autoracecircuit tussen de steden Rockingham en Corby, Northamptonshire, Engeland. Er is een oval en een dirttrack. Het circuit is in november 2018 gesloten en wordt omgebouwd tot een logistiek centrum voor de automobielindustrie.
Het circuit is geopend door Koningin Elizabeth II op 26 mei 2001. De oval is 2.38km lang en is het snelste circuit in Europa. Er kunnen in totaal 52000 mensen op de tribunes. Het baanrecord staat op naam van Jimmy Vasser, een 0:25.217.
Belangrijke evenementen voor het circuit zijn de BTCC, British F3 en het British Superbike Championship. Het circuit wordt vaak gebruikt voor promotionele doeleinden door Red Bull Racing.